# Madonna col Bambino (Cima da Conegliano San Francisco)
La Madonna col Bambino del California Palace of the Legion of Honor di San Francisco è un dipinto a olio su tavola (59,7x44 cm) di Cima da Conegliano, databile 1504.